# Дерево Джошуа
«Дерево Джошуа» (англ. Joshua Tree; другое название — Army of One) — американский боевик 1993 года режиссёра Вика Армстронга с Дольфом Лундгреном в главной роли.

## Сюжет
Даже в рядах правоохранительных органов бывают убийцы. Два дальнобойщика перевозят элитные иномарки. В ходе транспортировки их останавливает полицейский. Один из дальнобойщиков (Эдди) пошёл с ним разбираться. В ходе недолгих переговоров полицейский потребовал водителя показать багаж. В это время подъезжает лейтенант полиции Северенс. Он убивает полицейского и Эдди. После всего прочего лейтенант пускает пулю на выход во второго водителя, Санти (Дольф Лундгрен), бросившегося на помощь своему другу. Хоть они были заодно, полицейский решил забрать все деньги себе и списать вину на оставшегося в живых Санти. Девять месяцев спустя Санти отпускают из больницы и перевозят в тюрьму строгого режима, где он должен отбыть свой 30-летний срок. В ходе перевозки его пытаются убить (по заказу Северанса), но Санти удается бежать. В одном из штатов он берет в заложницы девушку, которая является помощником шерифа, и скрывается. Санти начинает мстить за смерть друга. Он находит всех виновных и пытается восстановить справедливость.

## В ролях
- Дольф Лундгрен — Уэллман Энтони Санти
- Джордж Сигал — лейтенант Фрэнклин Северенс
- Кристиан Альфонсо — Рита Марек
- Джеффри Льюис — шериф Кепеда
- Бо Старр — Джек «Рыжий» Рудисилл
- Мишель Филилпс — Эстер Северенс
- Мэтт Батталья — Майкл Эгнос
- Берт Ремсен — Вуди Энгстром
- Майкл Пол Чен — Джимми Шузайн
- Ханди Александер — Маралена Тёрнер
- Кен Фори — Эдди Тёрнер